# Sphaenognathus queenslandicus
Sphaenognathus queenslandicus es una especie de coleóptero de la familia Lucanidae.

## Distribución geográfica
Habita en Queensland (Australia).